# Castell de Vilobí d'Onyar
El Castell de Vilobí d'Onyar és un edifici del municipi de Vilobí d'Onyar (Selva). És a l'extrem nord del recinte urbà i és l'origen de la població de Vilobí.Situat en una plana molt oberta, sense cap protecció natural, fa pensar que no va tenir un paper decisiu en la defensa del país, encara que va servir de refugi dels veïns del poble, en moments de perill. El castell de Vilobí és una edificació del segle xii amb l'afegit, a la part de llevant, d'una façana d'estil neogòtic i unes torres del segle xix. És una obra declarada bé cultural d'interès nacional.

## Descripció
La construcció té una estructura de planta quadrada, amb torres cantoneres de base també quadrada i murs amb talús. De la part més antiga resta la portalada d'accés principal, que és doble amb un primer arc carpanell molt rebaixat sobreposat a una porta d'arc de mig punt adovellada, amb restes d'una porta llevadissa, que dona accés a un petit pati. La planta baixa conserva en molt bon estat una gran sala amb volta de canó de pedra irregular i paviment refet amb toves procedents de l'era del mateix castell. La porta d'accés al pis superior des del pati mostra la llinda amb l'escut del Cruïlles. Aquest primer pis, tot hi haver estat molt reformat, manté una gran sala de 5,30 m d'alçada amb sostre d'embigat de fusta sostingut per permòdols.

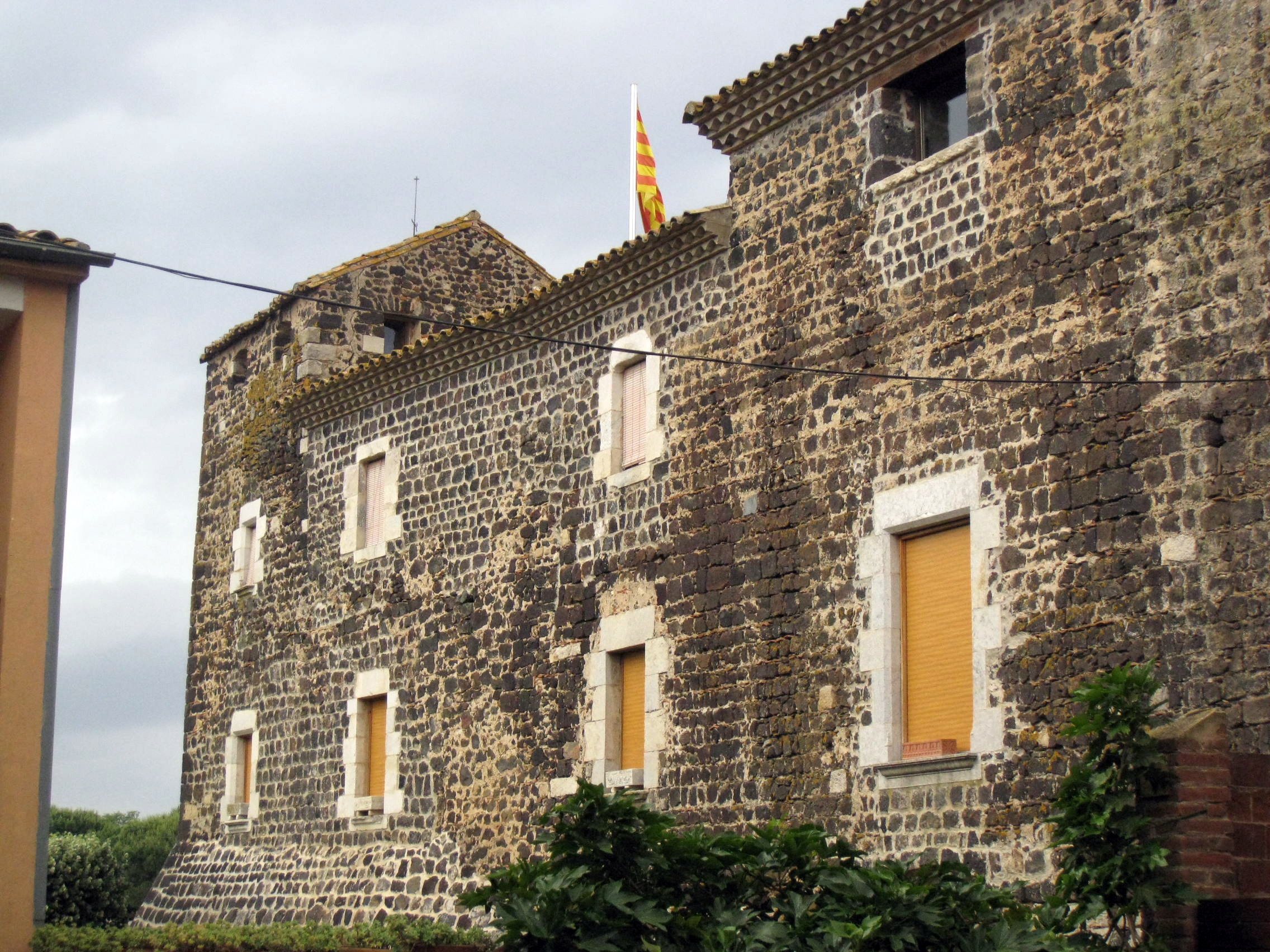
Mur de la part antiga

De les torres, només en queda intacta la de l'angle nord-oest, mentre que la del sud-oest va servir de base del campanar barroc de l'església aixecat el segle xviii. La capella romànica fou destruïda al segle xviii per a edificar-hi el presbiteri de l'església parroquial. L'any 1957, s'hi va afegir una filera de merlets a la façana de tramuntana que no havia tingut en el moment de la construcció. Malgrat tot, a més de conservar-ne la planta externa, es pot veure un parament que es pot datar vers els segles xii i xiii, fets amb pedres disposades de forma regular travades amb abundant morter de calç. Fou construït amb blocs d'origen volcànic, procedents del volcà de la Crosa de Sant Dalmai.
La façana i les torres del costat de llevant daten dels anys 1875 i 1880 quan va ser adquirit per Pere Madrenys i Boada. Es tracta d'un cos adossat de tres plantes flanquejat per dues torres amb barbacana i merlets d'estil neomedieval. La planta baixa presenta un gran portal d'arc carpanell i una porta a cada torre. Al pis superior hi ha tres grans finestrals d'arc apuntat i un d'arc de mig punt a les torres. Originalment, però, eren set finestrals que formaven una galeria, quatre dels quals actualment estan cegats. L'últim pis s'obre a una gran terrassa entre les dues torres. Aquest cos presenta problemes estructurals i el parament, que és de rajol arrebossat, es troba en força mal estat.

## Història
L'any 1241 s'esmenta per primera vegada en llatí el castro Villabino, quan el comanador de Gardeny, lloctinent de l'orde del Temple, havia permutat el castell de Mediona pel castell de Vilobí. El 1166, però, ja es troba documentat un senyor de Vilobí. Al segle xiv, el castell pertanyia a Ramon Malars, ciutadà de Girona, que el comprà, segurament al rei Pere IV el Cerimoniós, per 4.000 sous. El 1345 dels Malars passà a la ciutat de Girona pel mateix preu. El 1368 fou venut a Francesc de Santmartí per 6.000 sous, preu que el 1374 pagarien els homes del poble per a redimir-se'n i lliurar-lo al rei. El pacte durà fins al 1380, en què l'infant Joan, futur Joan I, el tornà a cedir a Pere de Santmartí per 20.000 sous. El 1485 el castell era propietat dels Santmartí i el 1595 pertanyia a la família Cruïlles l'escut dels quals encara es troba en una de les llindes.
La família dels Cruïlles el va posseir fins al 1789, quan Francesc IV de Cruïlles va morir sense descendència, llavors la propietat passà als Sarriera, comtes de Solterra. A mitja segle xix continuava en mans de la mateixa família i Ramon de Solterra, senyor del castell, juntament amb altres propietaris del municipi formava part de la comissió encarregada de confeccionar el cadastre.
El 1872, el comte de Solterra vengué el castell a Pere Madrenys i Boadas «Caballero de la Real Orden Americana de Isabel la Católica». Pere Madrenys era un dels coneguts americanos que havia acumulat capitals en negocis fets a Cuba i que el va comprar, en part, per sentimentalisme, com que el seu avi matern, hi havia estat masover. És l'autor de les reformes que li han donat la fesomia actual. Josep, fill i hereu de Pere Madrenys, va morir sense descendència, l'any 1942 i va deixar tots els seus béns a un nebot, Josep Maria Vivas i Madrenys, que quan va morir el 1974 el va cedir al seu fill Joaquim Vivas i Solà, que hi resideix actualment amb la seva família. L'any 1957 es van fer reformes importants especialment a l'interior. En els últims anys s'han refet totes les teulades i l'any 1998 es va restaurar la façana de ponent i una obertura amb balcó va ser reformada en una finestra emmarcada amb pedra.